# Медаль за участь у війні в Затоці (США)
Меда́ль за у́часть у війні́ в Зато́ці (США) (англ. Southwest Asia Service Medal) — військова нагорода США, яка була запроваджена президентом США Джорджем Гербертом Бушем у 1991 році.
Медаллю нагороджуються військовослужбовці Збройних сил США з числа тих, хто брав активну участь у бойових діях у війні в Перській Затоці в період з 2 серпня 1990 по 30 листопада 1995.